# Heterophana seminitida
Heterophana seminitida är en skalbaggsart som beskrevs av Pouillaude 1918. Heterophana seminitida ingår i släktet Heterophana och familjen Cetoniidae. Inga underarter finns listade i Catalogue of Life.